# Katastrofa lotu Bristow 56C
Katastrofa lotu Bristow 56C – 19 stycznia 1995 roku śmigłowiec o numerach rejestracyjnych G-TIGK, należący do  brytyjskiego przewoźnika Bristow Helicopters Ltd., awaryjnie wodował na Morzu Północnym w wyniku zniszczenia śmigła ogonowego przez uderzenie pioruna. Helikopter transportował pracowników na platformę wiertniczą "Brae Alpha", należącą do amerykańskiego koncernu naftowego Marathon Oil. Na pokładzie maszyny znajdowało się 16 pasażerów i 2 członków załogi. Wszyscy przeżyli katastrofę.
Wypadek był komentowany przez media. Dwa tygodnie po opublikowaniu oficjalnego raportu AAIB, wydawnictwo The Stationery Office wydało książkę, zawierającą treść raportu dotyczącego zdarzenia (ISBN: 0115519734).

## Statek powietrzny
Śmigłowiec AS332L Super Puma, który uległ katastrofie, został wyprodukowany w 1982 roku przez francuski koncern lotniczy Aérospatiale (obecnie: Airbus Helicopters) z numerem seryjnym 2044. Był wyposażony w dwa silniki typu Makila 1A Turboshaft, dostarczone przez firmę Turbomeca. 15 kwietnia 1982 roku śmigłowiec został zarejestrowany przez firmę Bristow Helicopters. Do chwili wypadku, łączny czas przebywania śmigłowca w powietrzu (tzw. "nalot") wynosił 13665 godzin.

## Przebieg lotu

Śmigłowiec Super Puma, dryfujący na Morzu Północnym - zdjęcie wykonane po ewakuacji pasażerów

W dniu katastrofy śmigłowiec o znaku wywoławczym 56C odbywał czarterowy lot z Aberdeen w Szkocji do położonej na Morzu Północnym platformy wiertniczej "Brae Alpha". Śmigłowiec pilotowali: kapitan Cedrick Roberts oraz drugi pilot Lionel Sole. Maszyna wystartowała z bazy w Aberdeen o godz. 11:38 (UTC) z kilkuminutowym opóźnieniem. Śmigłowiec miał przetransportować na "Brae Alpha" 16 inżynierów, pracujących dla Marathon Oil. Po przebyciu około 120 mil morskich, w trakcie zniżania z wysokości 3000 stóp, nastąpiło załamanie warunków pogodowych i śmigłowiec wleciał w gęste cumulonimbusy. Z uwagi na gwałtowne opady gradu, piloci postanowili o dalszym obniżaniu wysokości, aby być bliżej powierzchni morza. W tym momencie w ogon maszyny uderzył piorun, co niemal natychmiast spowodowało silne wibracje śmigłowca. Kilka minut później śmigło ogonowe uległo całkowitemu zniszczeniu, zaś śmigłowiec wpadł w ruch wirowy. Piloci natychmiast wyłączyli główny wirnik i po niespełna minucie maszyna spadła do Morza Północnego. Załoga rozpoczęła ewakuację pasażerów, nadając przez radio komunikat o sytuacji krytycznej (mayday). Na ratunek natychmiast ruszyła bliźniacza jednostka (56B) oraz przepływające nieopodal statki transportowe. Pomimo iż akcję ratunkową utrudniał silny wiatr i rzęsisty deszcz, udało się przetransportować wszystkich rozbitków z tratwy ratunkowej na pokład jednego ze statków, którym następnie powrócili oni do bazy w Aberdeen. Śmigłowiec ostatecznie zatonął o godzinie 18:03 (UTC).

## Śledztwo
Do zbadania przyczyn katastrofy oddelegowano brytyjską komisję badania wypadków lotniczych AAIB (Air Accidents Investigation Branch), którą kierował inspektor E.J. Trimble. Niemal natychmiast wysnuto przypuszczenie, że do wypadku mogła przyczynić się lekkomyślność pilotów i zlekceważenie pogarszających się gwałtownie warunków pogodowych. Śledczy uznali wersję załogi - wskazującą uderzenie pioruna jako przyczynę wypadku - za mało wiarygodną, ponieważ nigdy wcześniej uderzenie pioruna nie spowodowało katastrofy jakiegokolwiek śmigłowca. Przełom w śledztwie nastąpił po wydobyciu z dna morza fragmentów silnika z feralnym śmigłem - śledczy dość szybko odkryli, że krawędzie łopat noszą ślady wypalenia, spowodowanego silnym wyładowaniem. Podczas kolejnych badań odkryto, że łopaty, produkowane od 1980 roku z lekkich kompozytów, nie przeszły stosownych badań pod kątem uderzeń piorunów. Ustalając normy bezpieczeństwa w tym zakresie, władze lotnictwa cywilnego Wielkiej Brytanii (CAA - Civil Aviation Authority) zakładały bowiem, że te elementy są produkowane z włókien szklanych, zaś producenci przyjęli niesłusznie, że do łopat kompozytowych będą miały zastosowanie te same normy. Śledczy AAIB wykonali szereg testów, które potwierdziły, że materiały kompozytowe, w połączeniu z tytanowymi nakładkami antykorozyjnymi, zmniejszają wytrzymałość łopat na wyładowania. Tym samym potwierdzono jednoznacznie wersję załogi.

## Przyczyny katastrofy
Inspektorzy AAIB w oficjalnym raporcie z 15 sierpnia 1997 roku (EW/C95/1/1) wskazali, że bezpośrednią przyczyną wypadku było uszkodzenie łopat śmigła ogonowego na skutek uderzenia pioruna. Badania, których wyniki załączono do raportu, wykazały, że w chwili wyładowania odłamało się około 100g tytanowej nakładki antykorozyjnej, powodując utratę wyważenia śmigła i silne wibracje maszyny, a w konsekwencji tego - w ciągu następnych kilku minut - zniszczenie i oderwanie się całego śmigła ogonowego od kadłuba. Brytyjskie władze lotnictwa cywilnego początkowo nie zgadzały się z wynikami śledztwa, jednak ostatecznie zaakceptowały raport AAIB.